# Ruda (Mazovia)
Ruda [pronunciación en polaco: /ˈruda/] es un pueblo ubicado en el distrito administrativo de Gmina Dęser Wielkie, dentro del Condado de Mińsk, Voivodato de Mazovia, en el este de Polonia central. Se encuentra aproximadamente a 3 kilómetros al sureste de Dęser Wielkie, a 7 kilómetros al oeste de ńsk Mazowiecki, y a 33 kilómetros al este de Varsovia.
El pueblo tiene una población de 480 habitantes.